# Golpe de Estado na República Centro-Africana em 2003
O golpe de Estado na República Centro-Africana ocorreu em março de 2003 quando as forças do líder rebelde, o General François Bozizé, marcharam em Bangui, a capital do país, enquanto o presidente Ange-Félix Patassé estava em uma conferência regional no Níger. 
Enquanto Patassé esteve fora, Bozizé liderou 1.000 combatentes para a capital Bangui e capturou o aeroporto internacional e o palácio presidencial. Os soldados do governo, muitos dos quais não tinham sido pagos naquele mês, colocaram pouca resistência. O presidente Patassé fugiu do país para a vizinha República dos Camarões. Um toque de recolher foi imposto posteriormente por Bozizé e a constituição foi suspensa. 
A França implantou várias tropas no país pela primeira vez em quatro anos, a fim de proteger os cidadãos estrangeiros.  Após o golpe, Bozizé criou uma nova divisão nas Forças Armadas Centro-Africana, composta de "patriotas" que tomaram parte no golpe com ele, chamando-a de Guarda Republicana. Eles cometeram vários crimes contra civis na capital. 

## Resposta internacional
- República do Congo e  Gabão: os ministros das Relações Exteriores dos dois países visitaram o general Bozizé após o golpe, aprovando o mesmo.